# Walter Drerup
Walter Drerup (* 20. April 1921 in Havixbeck; † 9. März 2014 in Münster) war ein deutscher Jurist. Er war Präsident des Landgerichts Krefeld (1967–1974) und des Landgerichts Münster (1974–1986).

## Leben
Walter Drerup erlangte sein Abitur 1939 an der Oberschule für Jungen am Wasserturm und leistete anschließend den Reichsarbeitsdienst ab. Sein rechtswissenschaftliches Studium an der Albert-Ludwigs-Universität Freiburg musste er 1941 wegen seiner Einberufung in die Wehrmacht unterbrechen. Nach einer schweren Verwundung an der Ostfront und Entlassung aus dem Militärdienst nahm er sein Studium an der Humboldt-Universität zu Berlin wieder auf. 1943 legte er die erste Staatsprüfung ab. Von 1944 bis 1948 war er Referendar im Landgerichtsbezirk Münster in Westfalen. 1948 legte er die zweite Staatsprüfung ab, trat in den richterlichen Dienst ein und war am Landgericht Bochum und Landgericht Essen tätig, später am Oberlandesgericht Hamm und im Justizministerium des Landes Nordrhein-Westfalen.
1967 wurde Drerup zum Präsidenten des Landgerichts Krefeld ernannt, 1974 zum Präsidenten des Landgerichts Münster in Westfalen. 1986 ging er in den Ruhestand.
Drerup war zudem langjähriger Vorsitzender des deutschen Arbeitsausschusses der Deutsch-Niederländischen Juristenkonferenz.
1976 wurde Walter Drerup von Kardinal-Großmeister Maximilien Kardinal de Fuerstenberg zum Ritter des Ritterordens vom Heiligen Grab zu Jerusalem ernannt und am 4. April 1976 durch Franz Hengsbach, Großprior der deutschen Statthalterei, investiert. Er war zuletzt Großoffizier des Ordens.
1957 heiratete er die Augenärztin Margret Drerup.

## Auszeichnungen und Ehrungen
- Ritterschlag zum Ritter vom Heiligen Grab durch Kardinal-Großmeister Maximilien Kardinal de Fuerstenberg (1976)
- Ernennung zum Offizier des Ordens von Oranien-Nassau durch Beatrix, Königin der Niederlande (1986)